# Muntanya del Bosc de Sallent
La Muntanya del Bosc de Sallent és una serra situada al municipi de Coll de Nargó a la comarca de l'Alt Urgell, amb una elevació màxima de 1.225 metres.